# B’z
B’z (jap. ビーズ Biizu) – jeden z najpopularniejszych w Japonii zespołów rockowych, rockowy duet, w którego skład wchodzi gitarzysta, kompozytor i producent – Takahiro „Tak” Matsumoto (jap. 松本 孝弘 Matsumoto Takahiro), a także Kōshi Inaba (jap. 稲叶 浩志 Inaba Kōshi) – wokalista i autor tekstów. W początkowym okresie zespół prezentował muzykę popową, jednak od tego czasu brzmienie duetu uległo znacznym zmianom. Obecnie jest to rock, inspirowany wieloma innymi gatunkami – m.in. popem, bluesem czy dance.
B’z jest jednym z najlepiej sprzedających się artystów muzycznych na świecie, mając na swoim koncie wydanych czterdzieści dziewięć singli numer 1 oraz dwadzieścia dziewięć albumów numer 1, sprzedał ponad 82,339 miliona płyt w samej Japonii (stan na wrzesień 2017). W 2007 roku zespół B’z został jednym z pierwszych azjatyckich zespołów, których odciski dłoni i podpisy znalazły się na Hollywood’s RockWalk. W 2003 roku HMV Japan sklasyfikowało zespół na 30. miejscu na liście 100 najważniejszych japońskich artystów popowych.

## Historia
Zespół został założony w 1988 roku z inicjatywy Taka Matsumoto, który jako gitarzysta sesyjny grał z wieloma zespołami, jednak z żadnym z nich nie był związany na stałe. Postanowił więc założyć własny zespół, lecz w tym celu musiał znaleźć wokalistę. Zamieścił ogłoszenie w gazecie, na które odpowiedział Kōshi Inaba. Niedługo później zaczęły ukazywać się pierwsze wydawnictwa zespołu. W 1990 roku był to singel Taiyō no Komachi Angel, który uplasował się na pierwszym miejscu listy Oricon. Nie minęło wiele czasu, a ukazał się następny album, RISKY, który sprzedał się w nakładzie ponad miliona kopii. Bilety na 52 koncerty zostały całkowicie wyprzedane. Kolejne albumy zespołu sprzedawały się już w kilkumilionowych nakładach, co utwierdziło silną pozycję B’z na japońskiej scenie muzycznej.

## Skład
- Kōshi Inaba (jap. 稲叶 浩志 Inaba Kōshi) – wokal
- Takahiro „Tak” Matsumoto (jap. 松本 孝弘 Matsumoto Takahiro) – gitara

## Dyskografia
| 1. B’z (21 września 1988) 2. OFF THE LOCK (21 maja 1989) 3. BREAK THROUGH (21 lutego 1990) 4. RISKY (27 listopada 1990) 5. IN THE LIFE (25 listopada 1991) 6. RUN (28 października 1992) 7. The 7th Blues (2 marca 1994) 8. LOOSE (22 listopada 1995) 9. SURVIVE (19 listopada 1997) 10. Brotherhood (14 czerwca 1999) 11. ELEVEN (6 grudnia 2000) 12. GREEN (3 lipca 2002) 13. BIG MACHINE (17 września 2003) 14. THE CIRCLE (6 kwietnia 2005) 15. MONSTER (28 czerwca 2006) 16. ACTION (5 grudnia 2007) 17. MAGIC (18 listopada 2009) 18. C’mon (27 lipca 2011) 19. EPIC DAY (4 marca 2015) 20. DINOSAUR (29 listopada 2017) 21. NEW LOVE (29 maja 2019) | 1. BAD COMMUNICATION (21 października 1989) 2. WICKED BEAT (21 czerwca 1990) 3. MARS (29 maja 1991) 4. FRIENDS (9 grudnia 1992) 5. FRIENDS II (25 listopada 1996) 6. DEVIL (23 kwietnia 2002) - B’z The Best „Pleasure” (20 maja 1998) - B’z The Best „Treasure” (20 września 1998) - The Ballads ~Love & B’z~ (11 grudnia 2002) - B’z The Best „Pleasure II” (30 listopada 2005) - B’z The Best „ULTRA Pleasure” (18 czerwca 2008) - B’z The Best „ULTRA Treasure” (17 września 2008) - B’z The Best XXV 1988–1998 (12 czerwca 2013) - B’z The Best XXV 1999–2012 (12 czerwca 2013) - B’z The „Mixture” (23 lutego 2000) - B’z TV Style SONGLESS VERSION (19 lutego 1992) - B’z TV STYLE II Songless Version (20 grudnia 1995) - The Complete B’z (1 sierpnia 2005) |